# ویشنگیتسه
ویشنگیتسه (به صربی: Višnjice) یک منطقهٔ مسکونی در صربستان است که در سینیتسا واقع شده‌است. ویشنگیتسه ۴۱ نفر جمعیت دارد.